# Syaman Rapongan
Syaman Rapongan (en yami : Syaman Rapongan, en chinois : 夏曼·藍波安, en pinyin : Xiàmàn Lánbōān), né le 31 octobre 1957 à Ponso no Tao (Taïwan) est un écrivain, océanologue et ethnologue taïwanais, représentant du peuple Da'o.
Il est le créateur d'une nouvelle branche de la littérature taïwanaise, la littérature sur l'océan,. Dans ses œuvres, la langue yami est utilisée sur un pied d'égalité avec la langue chinoise.

## Biographie

### Jeunesse
Syaman Rapongan nait dans le village d'Imorod sur l'île de Lanyu (« l’île des Orchidées ») en 1957. Syaman Rapongan est son nom dans sa langue maternelle, signifiant « père de Rapongan ». Son ancien nom chinois, Shi Nu-lai, donné par les autorités locales, n'est plus utilisé par l'auteur. Dans sa jeunesse, il quitte son île natale et se rend à Taïwan où, en 1980, il entre à la faculté de langue et littérature françaises de l'université de Tamkang.

### Œuvre littéraire
En 1988, alors que le mouvement démocratique à Taiwan se développe activement, il devient membre du mouvement pour la reconnaissance des peuples autochtones et la protection de l'environnement. Il rejoint les protestations contre le déversement de déchets nucléaires des centrales électriques taïwanaises sur l'Île aux orchidées. Au début des années 1990, il décide de retourner sur l'Île aux orchidées et commence à y étudier le mode de vie traditionnel de son peuple, assemblant chants et légendes.
Le livre de contes The Myths of Badaiwan Bay (《八代灣的神話故事, 1992) présente des siècles de mythes oraux et légendes du peuple Tao et le recueil d'essais Deep Feelings for the Cold Sea (《冷海情深》, 1997) contient les réflexions de l'auteur sur le sort de la culture traditionnelle de son peuple dans la société moderne.
En 1998, il publie Black Wings (《黑色的翅膀》, qui reçoit l'un des prix littéraires les plus prestigieux de Taiwan, Wu Zhuo-liu. En 2012, le roman Eyes of Heaven（《天空的眼睛》）est traduit, entre autres, en tchèque.

### Océonographie
Syaman Rapongan travaille comme enseignant, plongeur et pêcheur ; il est chercheur à l'Institut des sciences de l'océan, membre de la Commission des affaires autochtones du gouvernement de la ville de Taipei, conseiller du Comité de programmation autochtone de la Fondation de la télévision publique de Taiwan et membre de l'Executive Yuan's Orchid, comité de développement communautaire insulaire. Cette expérience variée est incarnée dans la collection d'essais « Mémoire des vagues » (《海浪的記憶》, 2002). Cette œuvre marque une rupture avec l'ambivalence qui marquait son précédent travail lors de son retour sur son île natale, et dépeint plutôt le peuple Tao avec une touche de nostalgie.
En 2005, Rapongan obtient son doctorat du Département de littérature taïwanaise de l'Université nationale de Chenggung. En mai de la même année, il  devient le premier Taïwanais à traverser le Pacifique Sud en canoë dans le cadre du South Pacific Dream Journey. Les recueils courts en prose The Seafarer's Face (《航海家的臉》, 2007) et The Old Sailor (《老海人》, 2009) ouvrent de nouvelles perspectives à la littérature océanique taïwanaise.
Ses essais et romans autobiographiques ont été traduits en français et en tchèque.
Actuellement, Syaman Rapongan vit avec sa famille sur l'Île aux orchidées, où il a fondé un « atelier d'ethnologie insulaire » qui promeut la culture du peuple Tao.